# アンドーラ (歌)
アンドーラ（Andorra, または I Want to Go to Andorra）とは、1962年に発表されたフォークソングである。マルビナ・レイノルズが作詞し、ピート・シーガーが作曲した。日本では、高田渡による替え歌「自衛隊に入ろう」が知られる。

## 概要
本作の題材であるアンドラはフランスとスペインに挟まれたミニ国家を指す。
1961年、レイノルズはニューヨーク・タイムズ紙を読んでいて、同年アンドラが支出した軍事費が式典用空砲の購入に充てたわずか300ペセタ（4.90米ドル）のみだったという記事を見つけた。これに触発されたレイノルズは、小さいながらも平和なアンドラと、膨大な軍事費をつぎ込みベトナム戦争を推し進めるアメリカ合衆国とを対比する歌詞を書いたのである。シーガーは曲をつけるにあたり、レイノルズの書いた歌詞の最後に「アンドラの軍事費に関する記事の切り抜きを手にペンタゴンへ向かう」という場面を付け足した。レイノルズ自身は歌わなかったが、シーガーは複数のアルバムに本曲を収録している。
アンドラのマルク・フォルネ・モルネ首相は、2003年に発表した声明の中で本曲に触れている。